# 3358 Анікушин
3358 Аніку́шин (1978 RX, 1955 RR, 1972 TZ10, 1984 US1, 3358 Anikushin) — астероїд головного поясу, відкритий 1 вересня 1978 року.
Тіссеранів параметр щодо Юпітера — 3,165.